# Гусак Богдан Ярославович
Богдан Ярославович Гусак (нар. 4 травня 1972) — український футболіст, виступав на позиції захисника та півзахисника.

## Життєпис
Вихованець ДЮСШ міста Івано-Франківськ. Футбольну кар'єру розпочав у клубі «Галичина» (Дрогобич), який виступав у Другій лізі СРСР. За дрогобицький колектив провів 3 матчі в чемпіонаті СРСР.
У 1992 році перейшов до «Прикарпаття». Дебютував за івано-франківський клуб 23 жовтня 1992 року в переможному (3:1) домашньому поєдинку 16-о туру Першої ліги проти очаківської «Артанії». Богдан вийшов на поле на 79-й хвилині, замінивши Валерія Лахмая. Дебютним голом у складі «Прикарпаття» відзначився 21 жовтня 1992 року на 64-й хвилині нічийного (2:2) виїзного поєдинку 18-о туру Першої ліги проти «Кристалу» (Чортків). Гусак вийшов на поле в стартовому складі, а на 88-й хвилині його замінив Олег Гуменюк. У першій частині сезону 1992/93 у футболці «Прикарпаття» зіграв 3 поєдинки та відзначився 1 голом.
У 1993 році прийняв запрошення «Кристалу» (Чортків). Дебютував за нову команду 1 серпня 1993 року в програному (1:3) виїзному поєдинку 1/64 фіналу кубку України проти хмельницького «Адвіса». Богдан вийшов на поле в стартовому складі та відіграв увесь матч, а на 17-й хвилині отримав жовту картку. У Першій лізі дебютував за «Кристал» 15 серпня 1993 року в переможному (2:1) домашньому поєдинку 1-о туру проти чернігівської «Десни». Гусак вийшов на поле в стартовому складі та відіграв увесь матч. Єдиним голом за чортківський колектив відзначився 30 травня 1994 року на 75-й хвилині 33-о туру Першої ліги проти «Прикарпаття». Гусак вийшов на пое в стартовому складі та відіграв увесь матч. У складі «Кристалу» в Першій лізі зіграв 57 матчів (1 гол), ще 3 поєдинки провів у кубку України.
У 1995 році підсилив «Прикарпаття». Дебютував за івано-франківську команду 21 квітня 1995 року в переможному (3:1) домашньому поєдинку 24-о туру Вищої ліги проти вінницької «Ниви». Богдан вийшов на поле в стартовому складі та відіграв увесь матч. У команді провів другу половину сезону 1994/95 та першу частиу сезону 1995/96. За цей час у Вищій лізі зіграв 15 матчів, ще 1 поєдинок зіграв у кубку України.
Під час зимової перерви сезону 1995/96 перейшов до «Хутровика». Дебютував за клуб з Тисмениці 6 вересня 1995 року в нічийному (0:0) виїзному поєдинку 9-о туру групи А Другої ліги проти «системи-Борекс» (Бородянка). Богдан вийшов на поле в стартовому складі та відіграв увесь матч, а на 39-й хвилині отримав жовту картку. Дебютним голом у футболці тисменецького клубу відзначився 4 листопада 1995 року на 54-й хвилині переможного (2:1) виїзного поєдинку 22-о туру групи А Другої ліги проти дрогобицької «Галичини». Гусак вийшов на поле в стартовому складі та відіграв увесь матч. У складі «Хутровика» у Другій лізі зіграв 57 матчів та відзначився 8-а голами, ще 2 матчі провів у кубку України.
Напередодні початку сезону 1997/98 перейшов до «Десни». Дебютував за чернігівський клуб 22 липня 1997 року в переможному (3:0) домашньому поєдинку 1/64 фіналу кубка України проти миколаївського «Цементника-Хорда». Богдан вийшов на поле в стартовому складі, а на 46-й хвилині його замінив В'ячеслав Коломієць. У першій лізі дебютував за «Десну» 2 серпня 1997 року в нічийному (1:1) домашньому поєдинку 2-о туру проти «Черкас». Богдан вийшов на поле в стартовому складі, а на 77-й хвилині його замінив Кахабера Сартанія. Дебютним голом за чернігівців відзначився 13 квітня 1998 року на 29-й хвилині переможного (1:0) домашнього поєдинку 27-о туру Першої ліги проти алчевської «Сталі». Богдан вийшов на поле в стартовому складі та відграв увесь матч, а на 49-й хвилині отримав жовту картку. У футболці чернігівців у Першій лізі зіграв 52 матчі та відзначився 2-а голами, ще 9 матчів провів у кубку України.
Під час зимової перерви сезону 1998/99 років перейшов до «Кременя», за який дебютував 5 квітня 1999 року в нічийному (0:0) домашньому поєдинку 21-о туру Першої ліги проти «Вінниці». Гусак вийшов на поле в стартовому складі та відіграв увесь матч. Вперше у складі кременчуцького колективу відзначився голом 25 травня 1999 року на 30-й хвилині переможного (3:1) домашнього поєдинку 33-о туру Першої ліги проти одеського «Чорноморця». Гусак вийшов на поле в стартовому складі, а на 80-й хвилині його замінив Василь Ханенко. У складі «Кременя» в чемпіонатах України зіграв 30 матчів та відзначився 4-а голами, ще 4 матчі провів у Кубку України.
У 2000 році перейшов до «Техно-Центра» (Рогатин), разом з командою виступав у аматорському чемпіонаті України. За рогатинський клуб у цьому турнірі зіграв 2 матчі та відзначився 1 голом. Разом з командою дебютував у Другій лізі 12 серпня 2000 року в програному (0:1) виїзному поєдинку 1-о туру групи А Другої ліги проти львівського «Динамо». Гусак вийшов на поле в стартовому складі та відіграв увесь матч, а на 77-й хвилині отримав жовту картку. Дебютним голом на професіональному рівні за рогатинський клуб відзначився 16 вересня 2000 року на 56-й хвилині переможного (3:1) домашнього поєдинку 6-о туру групи А Другої ліги проти івано-франківського «Прикарпаття-2». Богдан вийшов на поле в стартовому складі, а на 74-й хвилині його замінив Ігор Твардовський. У футболці «Техно-Центра» в Другій лізі зіграв 59 матчів та відзначився 6-а голами, ще 2 поєдинки провів у Кубку України. У 2002 році завершив кар'єру футболіста.